# 8066 Poldimeri
8066 Poldimeri è un asteroide della fascia principale. Scoperto nel 1980, presenta un'orbita caratterizzata da un semiasse maggiore pari a 3,1840296 UA e da un'eccentricità di 0,1010951, inclinata di 10,51419° rispetto all'eclittica.